# Gelenkspiel
Das Gelenkspiel (englisch joint play) ist ein Ausdruck aus der Biomechanik und bezeichnet die Summe aller passiven Bewegungsmöglichkeiten zweier Gelenkpartner, z. B. beim Kniegelenk der Oberschenkelknochen und das Schienbein. Von der Ruhe- oder Neutralstellung eines Gelenks ausgehend, ist das Gelenkspiel immer am größten. Bei Bewegung des Gelenks kommt es zu einer Straffung der Gelenkkapsel und des Bandapparates und damit zu einer Einschränkung des Gelenkspiels, welches bei maximaler Exkursion des Gelenks schließlich ganz aufgehoben ist („verriegelte Stellung“). Die Beurteilung des Gelenkspiels bedarf einer gewissen Erfahrung. Sie wird immer im Seitenvergleich durchgeführt. Ein vermehrtes Gelenkspiel wird als Instabilität, ein vermindertes in der Manuellen Medizin als Blockierung bezeichnet.
Das Gelenkspiel wird in der manuellen Therapie in Neutralstellung untersucht und auf Translations-, Traktions-/ Kompressions- und Rotationsbewegungen untersucht. Bei der Translation (Verschiebung) wird die Bewegung parallel zur Gelenkfläche, bei der Traktion (Zug) und Kompression (Druck) rechtwinklig zur Gelenkpfanne ausgeführt. Bei der Rotation wird das Gelenk verdreht. Die Beseitigung eines krankhaften Gelenkspiels stellt ein wichtiges Ziel der manuellen Therapie dar.